# 四草大眾廟
23°01′11″N 120°08′07″E / 23.0197839°N 120.1351658°E
四草大眾廟位於中華民國臺南市安南區四草，是該區三間大廟之一，其址原為臺江內海北汕尾島南端。該廟主神鎮海大元帥據廟方說法本名「陳酉」，但有學者戴文峰認為其實是孤魂「將領化」後演變出來的神明，而學者陳耀昌認為實際上應該是鄭成功部將陳澤。
又根據《臺南州祠廟名鑑》的記載，四草大眾廟舊稱「鎮海廟」，原有簿冊因為1910年的大風雨而流失，導致廟宇史料欠缺，只能根據當時廟中石碑推測而將建廟年代訂在嘉慶廿二年（1817年）。

## 沿革
該廟原據傳是康熙年間臺廈道王之麟所倡建，奉祀島上孤魂，後改主祀鎮海大元帥陳酉。不過學者戴文峰指出，王之麟建大眾廟之事未載於史冊。而學者石萬壽則認為是為防遊魂作祟，乃從安平萬善堂大眾爺分香至此。但四草居民則認為是安平大眾廟在日治時期破敗後，將神像移到四草大眾廟，是為鎮海岳元帥神像:35─37。此外許政雄則認為該廟前身是安奉島上孤魂而設的大眾廟，其由來可上溯到明鄭時期，此外廟內有許多墓碑，顯示在嘉慶到道光年間，有多次整理眾多枯骨的記錄:18、19。
日治時代據《臺南州祠廟名鑑》的記載，由於明治四十三年（1910年）的大風雨，導致與廟宇相關的簿冊流失，因而難以追溯歷史。又根據該書記載，當時廟名叫作「鎮海廟」，供奉一大眾爺、二大眾爺、夫人、天上聖母、土地公。
該廟於日本昭和元年（1926年）與民國五十年（1961年）均重修過，而在七十三年（1984年）改建成今貌，於七十六年（1987年）安座。

## 建築

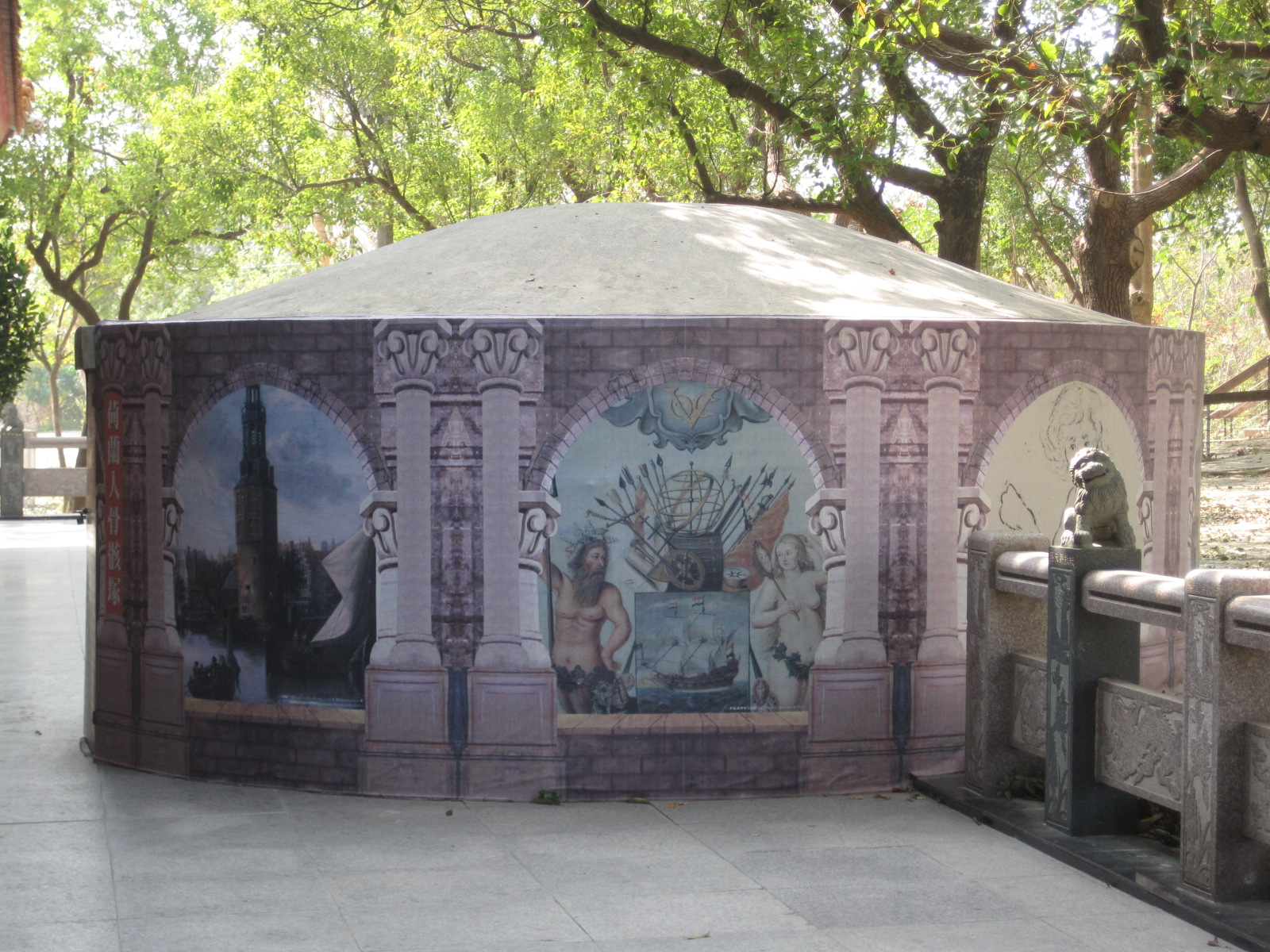
四草大眾廟後方的骨骸塚

該廟現為鋼筋混擬土建築，由三川殿、拜殿、正殿、後殿組成，其中三川殿與鐘鼓樓為三重簷，正殿為五重簷，後殿則採閣樓型式，中央為圓形，兩側為方形。
在廟後有一圓塚，收藏鄭軍攻臺時在此戰死的荷軍骨骸。太平洋戰爭初期，日本政府以「增產報國」國策，利用所有臺灣荒地。並發動附近民眾將四草嶼及鹿耳門嶼的沙崗削平以種植蔬菜穀物及作為榨油用的草麻，挖出許多骷髏、臂膀、腿脛等骨頭，比常人的骨頭長數寸不等。當時的人類學者認為是歐洲人的骨體，並把挖掘的骷髏埋在一起，做一大墓題為「萬善同歸」。2006年5月31日，前荷蘭總理范艾格在亞東關係協會會長羅福全陪同下曾至大眾廟上香祭拜，在擲筊請示神明同意前往參拜骨骸塚。該塚原先未施彩繪，外觀就只是素面水泥，後來據說有數位大眾廟執事夢見亡魂訴說思鄉之苦，方委託荷蘭籍文史學者羅斌挑選歷史圖畫，繪於墓塚上。

## 祀神
四草大眾廟今所祀奉的神明如下
| 位置 | 位置               | 奉祀神明 |
| ---- | ------------------ | --- |
| 正殿 | 正殿               | 鎮殿鎮海元帥、鎮海元帥（開基、大、二、三、四、五、岳、總兵、總祭、聖賢）、天上聖母（北港媽、紅面媽、黑面媽）、中壇元帥、送子觀音、帝爺公（玄天大上帝、玄天二上帝） |
| 正殿 | 左龕               | 註生娘娘，夫人媽 |
| 正殿 | 右龕               | 福德正神 |
| 後殿 | 正殿               | 十方聖賢 |
| 後殿 | 左殿               | 文聖君 |
| 後殿 | 太歲殿（左殿之左） | 六十太歲 |
| 後殿 | 右殿               | 武聖君 |
| 外面 | 忠聖堂             | 萬人忠聖 |

### 主神身分爭議
大眾廟主神鎮海大元帥據廟方說法是清朝人陳酉，諧音友，又稱陳林每:19。生長於府城鎮北坊十八洞一帶（今臺南市中西區普濟街普濟殿附近），年少時曾牽牛板車搬運為業，人稱「牛車酉」。相傳有官員來臺船舶擱淺於岸，眾人力推不濟，陳酉單人就將船推入海中。康熙六十年（1721年）爆發朱一貴事件時，因立下功績，累遷至金門鎮標遊擊，後來又陸續升到臺灣總兵、廣西提督。但因為治軍甚嚴，遭人誣陷，憤而吞金投海自盡。之後遺體挺立不沉，漂到北汕尾島（四草），乾隆皇帝獲悉，慰以忠肝義膽，正氣磅薄，特諡封陳酉為鎮海大元帥。
學者許政雄根據莊松林〈趕牛車提督──陳林每〉一文與據信為陳酉後代子孫所流傳的神主牌，認為鎮海元帥的真名是陳酉，從伍之後才改稱陳林每:24─26。
學者戴文峰則指出廟方說法在早期是說陳酉乃鄭成功右先鋒營副將，殲滅荷兵300人於北汕尾島，後來受讒自盡，屍體漂到大眾廟今址，後來清朝感其忠烈，乃封為鎮海大元帥。後來發現陳酉未見於史冊，殲滅荷軍者實為陳澤，乃將陳酉與史冊上有載的陳友作結合，之後又結合了陳林每的事蹟。學者張柏宇也認為廟方說法是陳林每與陳友生平的合體。
學者戴文峰認為，該廟主神原本就是大眾爺，是「將領化」之後才轉變成鎮海大元帥，後來更發展出「鎮海五元帥信仰」。而學者陳耀昌則認為大眾廟主神本就是陳澤，是清朝民眾怕遭清廷追究才胡謅出「陳酉」，此外還認為鎮海五元帥其實是陳澤與他三位弟弟陳丑、陳亥、陳拱，及陳亥過繼給他的兒子陳安。

## 祭典
四草大眾廟除了每年農曆十一月十五日的鎮海大元帥壽誕外，另外主要的活動還有農曆三月初三玄天上帝、天上聖母聯合祝壽慶典、七月十五日中元普渡以及每月十六日的「賞兵」（犒賞大將爺兵馬）:56每年農曆六月還有繞境安五營。此外關於鎮海大元帥壽誕的日期，據四草耆老王茂所說，似乎原本是在六月十五日，但因為當時四草居民不多，資金不足，得趁農曆十一月烏潮（烏魚汛期）向來到四草附近抓魚的人募款，約到十一月半才能募足，後來乾脆因此改在十一月替大將爺做生日:56。
北港進香（丑、辰、未、戌）三年一科，四草大眾廟鎮海元帥於日治時期擔任北港媽祖南巡先鋒，廟內供奉一尊北港媽祖，每隔三年由鎮海元帥陪同北港媽祖回鑾朝天宮，並往新街碧水寺會香。
出巡台江----依神明指示不定期辦理，四草大眾廟為舊時外武定里台江十六寮公廟，日治時期、民國六十二年、民國九十六共已辦理三次。

## 祭祀圈
四草大眾廟為臺江十六寮的公廟，目前四草里內則區分六個角頭。
| 角頭   | 神尊     | 宮壇   |
| ------ | -------- | ------ |
| 蔡角   | 李府千歲 |        |
| 蔡角   | 天上聖母 | 玉聖堂 |
| 吳角   | 觀音佛祖 | 聖佛壇 |
| 吳角   | 齊天大聖 | 聖佛壇 |
| 陳角   | 三夫人媽 |        |
| 陳角   | 池府千歲 |        |
| 王角   | 鐵府千歲 | 鐵府壇 |
| 王角   | 玄天上帝 | 玄武宮 |
| 海墘角 | 中壇元帥 |        |
| 海墘角 | 仙祖娘   |        |
| 大社角 | 天上聖母 | 聖母壇 |
| 大社角 | 中壇元帥 | 聖母壇 |
| 大社角 | 廣澤尊王 | 尊王館 |
| 大社角 | 關聖帝君 | 興天宮 |

## 交誼境
| 宮廟             | 神尊                             |
| ---------------- | -------------------------------- |
| 北港朝天宮       | 天上聖母                         |
| 北港武德宮       | 武路五財神                       |
| 北港碧水寺       | 觀音佛祖、大眾爺                 |
| 南路寮保鎮宮     | 保生大帝、鎮海二元帥             |
| 什二佃南天宮     | 池府千歲、鎮海三元帥             |
| 大潭寮龍安宮     | 池府千歲、騰風元帥（四元帥）     |
| 後港西唐安宮     | 池府千歲、騰風元帥（四元帥）     |
| 大同村鎮安宮     | 鎮海四元帥、鎮海伍元帥、天上聖母 |
| 屏邑玉旨鎮山宮   | 鎮海六元帥                       |
| 大港寮大眾壇     | 鎮海三元帥                       |
| 臺南鎮海宮       | 鎮海元帥                         |
| 五塊寮慶和宮     | 保生大帝、中壇元帥               |
| 佳里子龍廟永昌宮 | 趙聖輔天帝君                     |
| 海尾朝皇宮       | 保生大帝                         |
| 陳卿寮保山宮     | 觀音佛祖                         |
| 新和順保和宮     | 保生大帝                         |
| 蘇厝第一真護宮   | 五府千歲                         |
| 草寮後菱洲宮     | 北極玄天上帝                     |
| 鹿耳門聖母廟     | 天上聖母                         |
| 四草鐵府壇       | 鐵府千歲                         |
| 四草玄武宮       | 北極玄天上帝                     |
| 四草尊王館       | 保安廣澤尊王                     |
| 四草玉聖堂       | 天上聖母                         |
| 四草興天宮       | 關聖帝君                         |
| 四草聖佛壇       | 齊天大聖、西天大聖               |

## 外部連結
- 四草大眾廟